# Pseudosimochromis
Pseudosimochromis é um género de peixe da família Cichlidae.
Este género contém as seguintes espécies:
- Pseudosimochromis curvifrons